# Howie Mandel
Howard Michael "Howie" Mandel (Toronto, Ontário, Canadá, 29 de novembro de 1955) é um comediante, apresentador de televisão e ator canadense. Ele é conhecido como o anfitrião do game show Deal or No Deal, da NBC e por estrelar em um dos papéis principais do drama médico St. Elsewhere, além de ser o criador da série animada Bobby's World.

## Biografia
Mandel nasceu e foi criado em Toronto, Ontário. Sua família é de ascendência judaica. Seu pai era um corretor de imóveis.Depois de ser expulso da escola por se fazer passar por um membro do conselho de escola e assinar um contrato com uma empresa de construção para fazer um aditamento à escola, Mandel se tornou um vendedor de tapetes que mais tarde iria levá-lo a abrir um negócio vendendo o mesmo item. Durante esse tempo, tornou-se um comediante stand-up em Toronto e em setembro 1978 preparou uma apresentação com o tema "uma fronteira selvagem e louca psicose"  O seu repertório incluia a colocação de uma luva descartável sobre a sua cabeça e, ao inflá-la, esta tornava-se algo parecido como uma crista de galo. Esta, e palhaçadas semelhantes, causavam muitos risos na plateia, e a resposta de Mandel (que se tornaria sua marca registrada), era estender os braços e olhar incrédulo perguntando: "O quê? O quê? ".
Um produtor do game show de comédia "Make Me Laugh" viu o espectáculo de Mandel e contratou-o para várias aparições durante a execução do programa em 1979. Ele também foi encarregado de abrir os espectáculos de David Letterman no verão de 1979, e foi contratado novamente para um especial de TV da rede canadense CBC Television. Em 1980, ele ganhou o papel principal no filme canadense Gas, co-estrelado por Donald Sutherland e Susan Anspach.

## Carreira em televisão e cinema
Nos Estados Unidos, durante seis anos, Mandel destacou-se no papel do Dr. Wayne Fiscus da série de televisão St. Elsewhere, iniciada em 1982. Durante o tempo que trabalhou na série, continuou seu trabalho como comediante, ele também fez vários filmes, incluindo a voz do personagem Gizmo em Gremlins e sua continuação Gremlins 2: The New Batch. Ele também dublou vários personagens em Muppet Babies e participou do filme Little Monsters de 1989.
Em 1990, participa da minissérie Good Grief  da FOX. Foi também o criador e produtor executivo da série de desenho animado indicada ao Emmy, O Fantástico Mundo de Bobby, onde ele também participou dando voz ao personagem Bobby Generic e também ao seu pai Howard Generic, além de aparecer ao vivo no começo e no fim dos episódios. O Fantástico Mundo de Bobby foi ao ar na FOX durante oito temporadas, entre 1990 e 1998.
Em 1993, durante uma apresentação na Academia Naval dos Estados Unidos, Mandel gerou controvérsia entre os administradores da escola com o seu  humor seco. Este incidente ocorreu pouco depois do Escândalo Tailhook, referente a denúncias de assédio sexual entre mulheres oficiais da Marinha, na época, a Marinha era muito sensível a quaisquer referências do gênero.
Em 2007, Mandel representou a si mesmo em um episódio da série Medium, exibida pela NBC. Nesse episódio, ele desmascara a protagonista do drama noturno por "enganar", já que na série ela é uma medium vidente e parecia "saber" o conteúdo dos casos. Ainda em 2007, Mandel fez uma participação no seriado MONK, da Studio Universal, estrelado pelo grande Tony Shalloub. Neste epísódio, ele interpreta um  fraudulento líder de uma seita religiosa que é acusado de assassinar uma ex-praticante da seita que fugiu. 
Em 1994, Mandel deu voz ao personagem principal, Little Howie, do vídeo game Tuneland.
Em 2012, Mandel representou novamente a si mesmo, em uma passagem rápida pelo quarto episódio do seriado The Big Bang Theory.

## Vida pessoal
Desde 1980, Mandel é casado com uma mulher chamada Terry, com quem tem três filhos. Ele sofre de misofobia (medo de germes), a tal ponto que ele não aperta a mão de ninguém, exceto quando está usando luvas de latex. Além disso o ator sofre de Transtorno do déficit de atenção com hiperatividade (TDAH). 
Em 04 de setembro de 2008, Mandel recebeu uma estrela na Calçada da Fama.
Em 16 de junho de 2009, foi anunciado que Mandel receberia uma estrela na Calçada da Fama do Canadá, em Toronto. A cerimônia foi realizada em 12 de setembro de 2009.  Ele é o terceiro apresentador de game show a ser contemplado com a estrela (sendo o primeiro Monty Hall, em 2002, e o segundo Alex Trebek em 2006).